# Bourchán Barán
Bourchán Barán (turc : Burhan Baran, grec moderne : Μπαράν Μπουρχάν Mparán Mpourchán), né le 20 septembre 1959 à Xánthi en Grèce, est un psychiatre et homme politique grec, issu de la minorité musulmane de Thrace occidentale.

## Biographie
Aux élections législatives grecques de 2019, il est élu député au Parlement grec sur la liste du Mouvement pour le changement (KINIMA) dans la circonscription de Xánthi.
Marié, il a deux enfants.